# Alan Faneca
Alan Joseph Faneca (født 7. december 1976) er en tidligere professionel amerikansk fodbold-spiller fra USA, der spillede 13 sæsoner i NFL, for tre forskellige hold. Han spillede positionen guard.

## Klubber
- Pittsburgh Steelers (1998–2007)
- New York Jets (2008–2009)
- Arizona Cardinals (2010)